# 78391 Майклєгер
78391 Майклєгер (78391 Michaeljäger) — астероїд головного поясу, відкритий 8 серпня 2002 року.
Тіссеранів параметр щодо Юпітера — 3,131.